# Orichalque

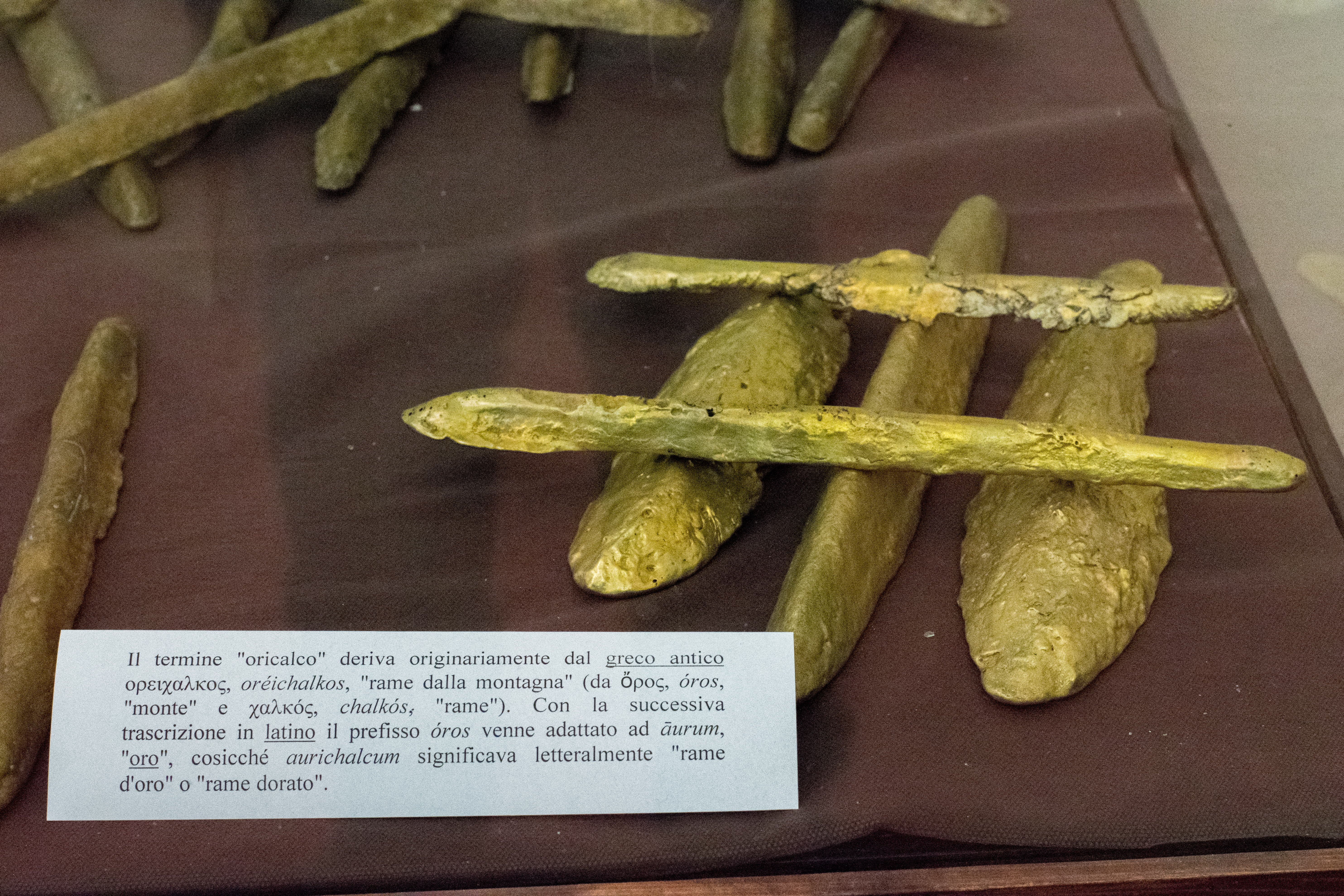
Lingots d'« oricalco » exposés au musée de Gela en Sicile, Italie (2017).

L’orichalque [ɔʁikalk] (en grec ancien ὀρείχαλκος / oreíkhalkos, littéralement « cuivre des montagnes », de ὄρος / óros, « montagne », et χαλκός / khalkós, « cuivre ») est un métal ou alliage métallique légendaire.
Sous la Rome antique, le mot renvoie principalement à un alliage de cuivre et de zinc, c’est-à-dire le laiton. Cet alliage méconnu a ressurgi dans la tradition des alchimistes et la culture des jeux vidéo, considéré comme un élément central pour l'élaboration de la pierre philosophale.

## L’orichalque dans les textes antiques
Le terme est employé par les auteurs archaïques comme celui du Bouclier d'Héraclès (122, v. VIe siècle av. J.-C.), souvent attribué à Hésiode :

« Ayant ainsi parlé, [Héraclès] mit autour de ses jambes les cnémides d’orichalque éclatant, présent de l'illustre Héphaïstos. »

On le trouve également dans le second Hymne homérique à Aphrodite (v. 630 av. J.-C.), en parlant des boucles d’oreille de la déesse (IV, 9). Les auteurs classiques eux-mêmes ignoraient de quoi il s'agissait.
Plus tard, le mot a été appliqué tour à tour au cuivre pur, au laiton (alliage de cuivre et de zinc) et au bronze (alliage de cuivre et d’étain).
Dans le Critias (114e), Platon le décrit comme un métal utilisé couramment par les Atlantes, habitants de la légendaire Atlantide :

« L’île fournissait la plupart des choses nécessaires à la vie. D’abord, tous les métaux, durs ou malléables, extraits du sol par le travail de la mine, sans parler de celui dont il ne subsiste aujourd’hui que le nom, mais dont en ce temps-là il y avait plus que le nom, de cette espèce qu’on extrayait de la terre en maints endroits de l’île, l’orichalque. C'était alors le métal le plus précieux après l’or. »

La description des murs entourant les divers cercles concentriques formant l’Atlantide permet d'affiner cette hiérarchie des métaux : l’enceinte extérieure est recouverte de bronze, l’enceinte intérieure d’étain, l’enceinte de l’acropole d’orichalque, et celle du temple de Poséidon d'or (116c).
L’orichalque se rencontre encore en deux autres endroits de l’île. Ainsi, les voûtes chryséléphantines du temple dédié à Poséidon sont incrustées d’argent et d’orichalque, alors que le pavement et les colonnes sont couvertes d’orichalque seul (116d). Enfin, la loi transmise par Poséidon a été gravée par les premiers rois sur une colonne de ce métal, située au centre de l’île dans le sanctuaire du dieu (119d).

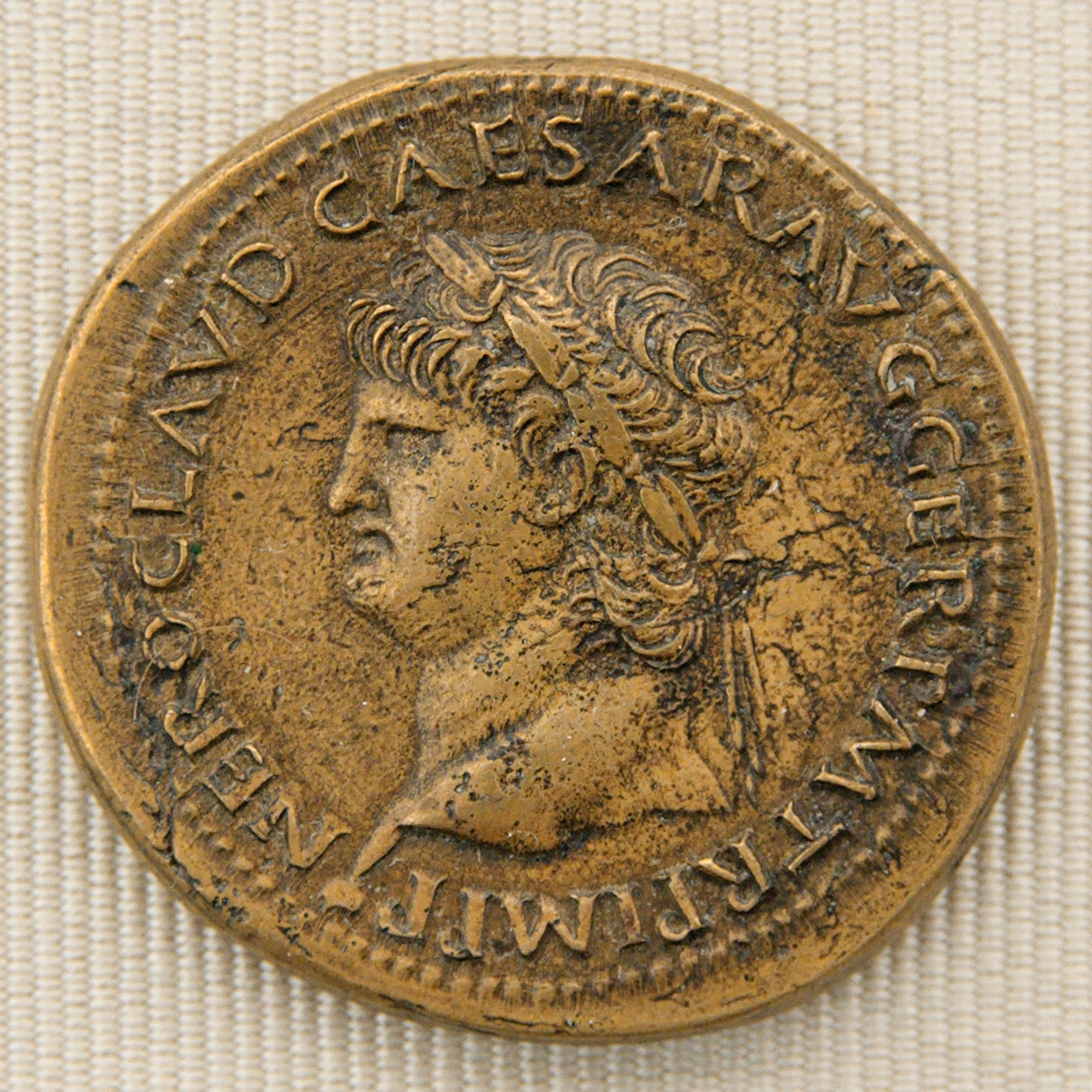
Sesterce de Néron en orichalque, trouvé à Lyon et daté de 65 après J. C.

Ce mystérieux métal brille, dit Platon d’« un éclat de feu » (πυρώδης / purốdês), ce qui peut laisser penser qu’il pouvait s’agir d'un alliage à base de cuivre ou d’or. Cependant, Platon présente l'orichalque non comme un alliage mais comme un métal à part entière, extrait de la terre, ce qui peut plaider pour l'hypothèse du platine, métal précieux et brillant, proche de l'or dans le tableau des éléments, et dont on trouve notamment des gisements en Amérique centrale et du Nord, au Groënland et dans le grand Nord russe.
Dioscoride, un médecin grec, fournit, dans les années 60 ou 70 de notre ère, d'intéressantes précisions sur les plantes et médications utilisées à son époque. Il mentionne notamment une poudre blanche obtenue par calcination de certaines pierres servant à la production de l'orichalque, un alliage jaune à base de cuivre.
Chez les Romains, l'orichalque désigne ordinairement le laiton, alliage employé sous l'Empire pour la frappe du sesterce.
Pour Pline l'Ancien, l'orichalque (aurichalcum) était un minerai qui existait à l'état natif et duquel était extrait du cuivre. Selon ses dires, c'était le minerai le plus réputé et le meilleur pour cet usage. Toujours selon Pline, les filons d'orichalque étaient épuisés à son époque (Ier siècle).

## Découvertes récentes
| Gela\| Localisation de l'Italie en Mer Méditerranée \| |
| Localisation de l'Italie en Mer Méditerranée           |

| Localisation de l'Italie en Mer Méditerranée |

En février 2017, deux casques corinthiens, des amphores et 47 lingots ont été récupérés au large de Bulâla, sur la côte méridionale de la Sicile (Italie). Cette découverte est à mettre au crédit d'une équipe de plongeurs du département aéronaval de la Garde des Finances de Palerme, associés à des unités de la Surintendance à la Mer.
Au début de janvier 2015, 39 lingots de métal en forme de bâtonnet, ont été découverts par Sebastiano Tusa et une équipe d'archéologues, à environ 300 mètres de la côte de la ville de Gela, au sud de la Sicile, à une profondeur d'environ 3 mètres, dans l'épave d'un bateau marchand coulé à la fin du VIe siècle alors qu'il arrivait au port, probablement lors d'une tempête. Les lingots avaient probablement pour destination la ville de Gela, mais leur provenance est plus incertaine, peut-être la Grèce ou l'Asie mineure.
Les lingots ont été analysés par spectrométrie de fluorescence X par Dario Panetta, et se sont avérés composés d'un alliage fait de 75 à 80 % de cuivre, 15 à 20 % de zinc et de faibles pourcentages de nickel, plomb et de fer. Sebastiano Tusa a proposé le rapprochement avec l'orichalque. En effet, la composition de ces lingots se rapproche de celle évoquée dans certaines hypothèses scientifiques basées sur les descriptions concises et peu précises de l'orichalque dans les textes antiques qui nous sont parvenus,,.
En joaillerie, la collaboration entre des chercheurs (professeur Van Humbeeck de l’Université de Louvain) et une maison de joaillerie belge (Maison Holemans) ont permis de développer des bijoux à mémoire de forme (serrer ou desserrer) au contact de la peau, capables de se mouvoir. Le métal utilisé est appelé orichalque par ses inventeurs, et il est essentiellement constitué de titane, mais aussi d'or et de platine,.

## Dans la culture populaire
L'orichalque a été beaucoup utilisé par les auteurs de fiction, en premier lieu en rapport avec le mythe de l’Atlantide, au travers de romans.
Au XXe siècle, de manière de plus en plus déconnectée du mythe de l’Atlantide, de nombreux romans, bandes dessinées, jeux de rôle, films et jeux vidéo de fantasy ou de science-fiction mentionnent l’orichalque comme l'un des métaux les plus précieux de leur univers imaginaire, avec le mithril inventé par Tolkien.

### Littérature
- Dans le Songe de Poliphile, (Hypnerotomachia Poliphili ou Songe de Poliphile) de Francesco Colonna, Poliphile décrit un obélisque au sommet duquel se dresse la statue d’une nymphe en orichalque: « Sur le faîte de l’obélisque on avait établi, avec beaucoup de soins et beaucoup d’art, une base solide en orichalque, sur laquelle était installé tout un appareil tournant en forme de pivot qui retenait une figure de nymphe, œuvre très élégante en même matière (…) »[13]
- Dans la nouvelle La Nouvelle Atlantide (1624), Francis Bacon évoque l'orichalque.
- Dans « Épître falote et testamentaire pour régler l’ordre et la marche de mes funérailles », dernier poème de La Négresse Blonde (1909) de Georges Fourest (« Ce coffre d’orichalque ocellé de sardoines »)[14].
- La relation entre le mythe de l'Atlantide et celui de l'orichalque est notamment reprise dans le roman L'Atlantide (1919) de Pierre Benoit.
- Dans les années 1930, plusieurs romans de Jean Ray décrivant les aventures de Harry Dickson se réfèrent également à l'orichalque, utilisé tantôt par des descendants de populations précolombiennes, tantôt par des personnages d'origine égyptienne.
- Dans Les Dix Rois de la Mer (1982) Jacques et Pierre Mayol.
- Dans Roma Mater (1986) de Karen et Poul Anderson (ed. Calmann-Lévy, p. 95), les neuf reines d'Ys son décrites « coiffées d'un voile blanc, maintenu en place par des croissants d'orichalque ».
- Dans le Cycle de Pendragon (1987 et 1997) de Stephen R. Lawhead.
- Dans L'Anneau d'Atlantide (2009) de Juliette Benzoni le prince et antiquaire vénitien Aldo Morosini se lance dans une enquête policière en Égypte sur les traces d'un anneau d'orichalque serti de jade turquoise.
- Dans la saga Le Seigneur des Anneaux de J. R. R. Tolkien, le mithril est un métal fictif inspiré à Tolkien par la légende de l'orichalque.

### Bandes dessinées
- Dans la bande dessinée (et son adaptation télévisée) L'Énigme de l'Atlantide (1955) de la série Blake et Mortimer d'Edgar P. Jacobs, l’orichalque est présent.
- Dans le Spectre de Carthage et Ô Alexandrie de la série Alix de Jacques Martin, l’orichalque est un métal extrait des météorites. Il est radioactif et peut déclencher de puissantes explosions. On le retrouve dans la série Alix Senator qui suit avec les mêmes propriétés. Il est au cœur de l'intrigue de nombreux tomes.
- Dans la série Thorgal apparaît une bague nommée Ouroboros, faite en orichalque, permettant de voyager dans le temps.
- Dans Le Maître de l'atome de la série Guy Lefranc de Jacques Martin et Michel Jaquemart, un bijou en orichalque en forme de signe de la reine Kahina est offert au héros par la danseuse du même nom.
- Dans Le Regard du passé (2010) de la série Natacha de Mythic, Thierry Martens et François Walthéry, les yeux de la divinité égyptienne Anty, en forme de faucon, ainsi que le revêtement de toute la salle souterraine sont constitués d'orichalque.
- Dans Sasmira de Vicomte, l'orichalque est sous la forme d'une armure aux pouvoirs mystérieux.
- Dans Les mystères de l'Atlantide de la série L'Aventure de l'équipe Cousteau en bandes dessinées, l'orichalque est cité comme une œuvre de Platon.
- Une bande dessinée de Mickey, parue dans Super Picsou Géant, a pour sujets principaux l'Atlantide et l'orichalque.

### Dessins animés
- Dans le dessin animé Les Mondes engloutis, l'orichalque est un mystérieux métal bleu, nécessaire pour créer un soleil artificiel.
- Dans Nadia, le secret de l'eau bleue, épisode 6, de l'orichalque de synthèse est produit pour la Tour de Babel.
- Dans Saint Seiya Omega (épisode 61), Aegir du Gantelet, qui combat Genbu de la Balance, fait référence à ce métal qui compose les armures d'Or.
- Dans Yu-Gi-Oh!, l'orichalque est une carte magie de terrain qui repousse les limites des règles du jeu et révèle le côté maléfique de l'utilisateur.
- Dans Les Mystérieuses Cités d'or saison 2 (2012, épisode 5), Ambrosius explique aux enfants et à Mendoza que Mu n'utilisait pas de l'or mais de l'orichalque, raison pour laquelle le Grand condor, tout comme le cube au centre du Solaris (dans la saison 1) ne peuvent être détruits ni même endommagés par des coups de hache ou autres. Le fameux Grand Condor que pilote Esteban n'est en vérité pas fait d'or mais d'orichalque.
- Dans Alix, l'orichalque apparaît dans l'épisode « Le Spectre de Carthage ».
- Dans Fullmetal Alchemist.
- Dans Red Eyes Sword: Akame ga Kill! (épisode 4), l'orichalque est un des matériaux utilisé pour la fabrication des armes impériales.
- Dans H2O l'île aux sirènes, épisode 8, l'orichalque est la matière qui compose les cristaux faisant couler les bateaux, comme le triangle des Bermudes.
- Dans Spriggan, épisode 1, animé édité par Netflix, l'ennemi Moroha possède une épée incassable en orichalque.

### Mangas
- Dans le manga Black Cat de Kentaro Yabuki, l'orichalque fait partie des métaux les plus durs au monde et est utilisé pour la conception de différentes armes.
- Dans Striker (en) de Hiro Takashige et Ryōji Minagawa, Yu Ominae possède un couteau et une armure en orichalque qui deviennent plus résistants à mesure que la pression exercée sur le métal augmente.
- Dans Yu-Gi-Oh!, il est fait mention de l'orichalque, notamment par le « Sceau d'orichalque » puis par la pierre elle-même qui a corrompu l'Atlantide et ses habitants.
- Dans Saint Seiya et Les Chevaliers du Zodiaque, l'orichalque est un des matériaux avec le gammanium et la poussière d'étoile qui entre dans la composition des armures sacrées[15].
- Dans Yandere Kanojo de Shinobi[Qui ?], l'arme préférée de Ryuuzaki Reina est une batte en orichalque.
- Dans Dragon Quest : La Quête de Daï, l'orichalque est un matériau donné aux hommes par les dieux servant à façonner de nombreux objets.
- Dans un des films Beyblade[Lequel ?], les Atlantes créent une toupie en orichalque et l'utilisent pour détruire leur île.
- Dans le manga Spriggan de Hiroshi Takashige , le héros porte une armure de combat et un couteau prétendument indestructible en orichalque pur. D'autres personnages porte également des armures d'orichalque.
- Dans Overlord, le troisième rang le plus élevé pour les aventuriers est le rang orichalque.

### Jeux vidéo
- Dans la saga Dragon Quest (depuis 1986), l'orichalque est un élément récurrent permettant de forger de très puissantes armes et armures.
- Dans Indiana Jones et le Mystère de l'Atlantide (1992), il est fait mention de perles d'orichalque servant à activer des artefacts atlantes.
- Dans Secret of Mana (1993), la 3e évolution de l'épée Mana est appelée Glaive d'Orichalque.
- Dans Shining Force III Scenario 3 (1998), l'orichalque (orichalcum) représente l'ultime composant à fournir aux forgerons afin de créer les armes les plus puissantes de la trilogie.
- Dans Final Fantasy IX (2000), une des dagues de Djidane porte le nom d'orichalque.
- Dans l'extension Poséidon  (2001) du jeu Le Maître de l'Olympe : Zeus, l'orichalque est l'une des sources importantes pour concevoir les ornements des monuments.
- Dans la série Kingdom Hearts (2002-2019), le matériau ultime est l'orichalque.
- Dans Golden Sun : L'Âge perdu (2002) et Golden Sun : Obscure Aurore (2010), l'orichalque est un matériau rare, permettant d'obtenir auprès des forgerons les armes et armures les plus intéressantes des jeux.
- Dans l'extension Age of Mythology: The Titans (2003), l'ultime amélioration des murs de la civilisation atlante sont les murs d'orichalque. Les miroirs des tours à miroir de la sous-divinité Hélios chez les Atlantes sont fabriqués à partir d'orichalque poli permettant de réfléchir des rayons plus ardents (description du bâtiment en jeu).
- Dans Star Ocean: Till the End of Time (2003), l'orichalque (ou orichalcum) est l'un des meilleurs matériaux pour améliorer son équipement.
- Dans Flyff (2005), un matériau rare et cher s'appelle orichalque, servant à améliorer les armes et les équipements et convoité par l'ensemble des joueurs durant les années de la ruée vers l'orichalque.
- Dans Harvest Moon DS (2005), l'orichalque peut-être trouvée dans les mines, mais n'a apparemment aucune utilité autre que la vente.
- Dans Final Fantasy XII (2006), un butin se nomme pépite d'orichalque et est récupérable sur le monstre Deidara.
- Dans Lost Odyssey (2007), dans la version anglophone du jeu, l’orichalcum (orichalque) est un matériau en unique exemplaire qui permet soit de forger l'arme la plus puissante de Kaim : Durandal, ou celle de Seth : Feu Blanc. Le terme est devenu « laiton » dans la version française.
- Dans Aion (2008), l'orichalque est un matériau utilisé par les joueurs afin de fabriquer diverses armes et armures de qualité importante.
- Dans Atlantica Online (en) (2008), des résidus d'orichalque sont présents partout où les Atlantes régnèrent.
- Dans Blue Dragon: Awakened Shadow (2009), l'orichalque est un objet combinable à l'infini.
- Dans Rift: Planes of Telara (2011), l'orichalque est un métal rare permettant de fabriquer armes et armures de haut niveau.
- Dans Terraria (2011), l'orichalque est présent sous forme de métal rose.
- Dans The Elder Scrolls V: Skyrim (2011), l'orichalque est un métal qui entre dans la fabrication des armes et armures orques et de verre.
- Dans Bravely Default (2012), un fragment d'orichalque est nécessaire afin d'empêcher la ville de Grandnavire de couler.
- Dans Forge of Empires (2012), l'orichalque est la ressource spéciale du Futur Océanique.
- Dans Guild Wars 2 (2012), l'orichalque est un métal rare nécessaire à la fabrication d'objets exotiques et légendaires.
- Dans Assassin's Creed Odyssey (2018), l'orichalque est le matériau le plus précieux et permet d'obtenir des objets de l’Oikos des concurrents olympiques.
- Dans Slay the Spire (2019), l'orichalque est une relique conférant six points d'armure.
- Dans Empires & Puzzles: RPG Quest[Quoi ?], l'orichalque est un composant précieux pour les potions de soins et les tornades.
- Dans Laurasia[Quoi ?], un peuple est issu de l'élément orichalque.
- Dans Persona 5 et Persona 5 Royal, l'orichalque fait partie des neuf "Démons du Trésor", des ennemis basés sur des pierres, bijoux et métaux précieux ayant une aura mystique.

### Jeux de rôle
- Dans Shadowrun (1989), les auteurs du jeu de rôle décrivent l'orichalque comme un alliage de cuivre, or, argent et mercure. Dans le supplément « L'année de la comète », il est décrit comme un minéral apparu lors du passage de la comète et disparu après son départ. Dans Earthdawn, dont l’action se déroule dans le lointain passé de l'univers de Shadowrun, l'orichalque est obtenu en combinant les cinq éléments primordiaux présents dans l'univers.
- Dans Nephilim (1992), l'orichalque est un métal détruisant les champs magiques élémentaires.
- Dans Exaltés, l'orichalque est semblable à de l'or très brillant ; c'est un des matériaux magiques entrant dans la composition des artefacts.
- Dans Capharnaüm, l'orichalque est un minerai mythique extrêmement solide, considéré comme le métal le plus difficile à travailler.
- Dans Barovia (à ne pas confondre avec « Barovia », dans l’univers de campagne de Ravenloft), le nom de l'orichalque est évoqué à plusieurs reprises dans des textes anciens, on en parle comme un minerai très rare, légendaire et méconnu, utilisé par un peuple puissant et mythique pour ses propriétés magiques et sa grande solidité.